# Jørn Kolind
Jørn Kolind (født 18. marts 1937, død 7. april 2023) var en dansk atlet. Han var medlem af Københavns IF.

## Danske mesterskaber
- Guld 1955 4 x 1500 meter 16.35,0
- Guld 1956 4 x 1500 meter 16.23,8
- Bronze 1957 1500 meter 3,59,8
- Guld 1957 4 x 1500 meter 16.37,6
- Guld 1959 4 x 1500 meter 16.30,8
- Sølv 1960 1500 meter 3,59,9
- Guld 1960 4 x 1500 meter 16.20,8
- Guld 1961 4 x 1500 meter 16.31,4

### Ungdom
- Guld Ynglinge 1500 meter 4.14,6
- Guld Ungsenior 1500 meter 4.12,8
- Guld Ungsenior 1500 meter 4.04,6

## Personlige rekord
- 200 meter: 24.8 1959
- 400 meter: 52,2 1959
- 800 meter: 1,55,6 1959
- 1000 meter: 2,34,7 1961
- 1500 meter: 3,55,3 1960
- 3000 meter: 9,01,4 1958
- 2000 meter: 5.29.3 1959
- 5000 meter: 15,34,2 1959
- 110 meter hæk: 19.1 1961
- 400 meter hæk: 60,2 1956